# Rem Koolhaas
Remment Lucas "Rem" Koolhaas (AFI: ['rɛm 'kɔːlhas]; Róterdam, Países Bajos; 17 de noviembre de 1944), conocido como Rem Koolhaas, es un arquitecto neerlandés, teórico de la arquitectura, urbanista y profesor en Práctica de Arquitectura y Diseño Urbano en la Graduate School of Design de la Universidad de Harvard. Es uno de los representantes del deconstructivismo y autor de Delirious New York (1978) un manifiesto a favor de la congestión metropolitana.
En el libro S,M,L,XL (1995) con textos e imágenes, proclama que todo es mejor cuanto más grande. Entre los mensajes que proclama: si no puedes luchar contra las fuerzas caóticas que gobiernan el mundo únete a ellas.
Algunos lo ven como uno de los pensadores arquitectónicos y urbanistas verdaderamente importantes de su generación, y otros como un iconoclasta engreído. En 2000, Rem Koolhaas ganó el Premio Pritzker. En 2008, Time lo colocó entre las 100 personas más influyentes del mundo. Fue elegido director de la Biennale di Venezia y la American Philosophical Society en 2014.
Su trabajo abandona el compromiso prescriptivo del Movimiento Moderno, anuncia la imposibilidad del arquitecto de instalar nuevos comienzos en el día a día y practica una arquitectura que cristaliza acríticamente la realidad sociopolítica del momento.[cita requerida]

## Biografía

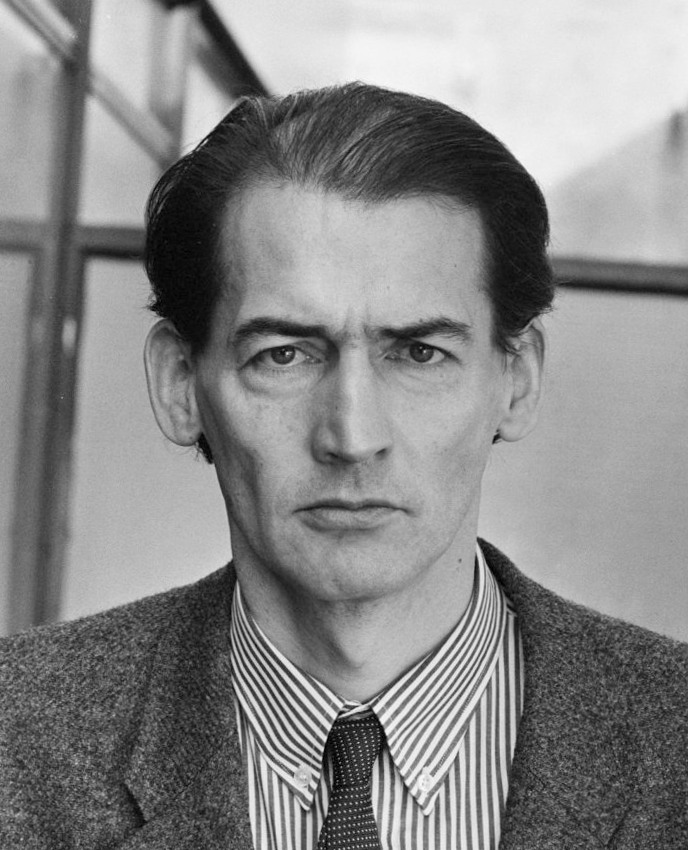
Koolhaas en 1987.

Nació en Róterdam y vivió durante cuatro años de su adolescencia en Indonesia. Terminados sus estudios escolares, hijo de un escritor y nieto de un arquitecto, absorbe ambas profesiones para desarrollarlas a lo largo de su vida.
En 1963 a los diecinueve años, se dedicó al periodismo, trabajando en el Haagse Post un rotativo de La Haya antes de iniciar sus estudios de arquitectura en 1968 en la Architectural Association School of Architecture de Londres, donde en 1972 presentó su proyecto de tesis titulado Exodus or the voluntary prisioners of architecture (en español, Éxodo o los prisioneros voluntarios de la arquitectura). Realizó el proyecto junto con Madelon Vriesendorp, Zoe Zenghelis y Elia Zenghelis, quienes después serían sus primeros socios en la O.M.A (Office for Metropolitan Architecture) a partir de 1975. 
Después de presentar la tesis en 1972 realizó estudios adicionales con Oswald Mathias Ungers en la Universidad Cornell en Ithaca, Nueva York, seguido de estudios en el Instituto de Arquitectura y Estudios Urbanos en la ciudad de Nueva York. 
En 1975 regresó a los Países Bajos donde Koolhaas estableció su despacho de arquitectura junto con tres socios, Elia Zenghelis, Madelon Vriesendorp, su esposa y Zoe Zenghelis, al que le dio el nombre de Office for Metropolitan Architecture (OMA). Posteriormente Koolhaas creó AMO para desarrollar las necesidades teóricas de OMA y aplicar el pensamiento teórico en libros, investigación y otros proyectos.

## Obra

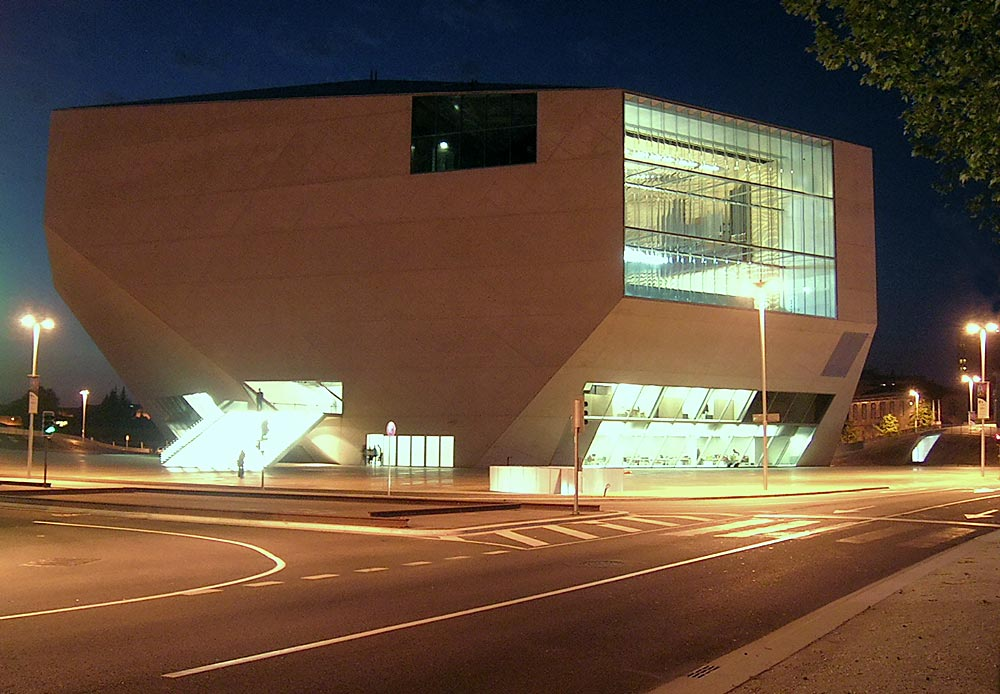
Casa da Música (Oporto, Portugal)

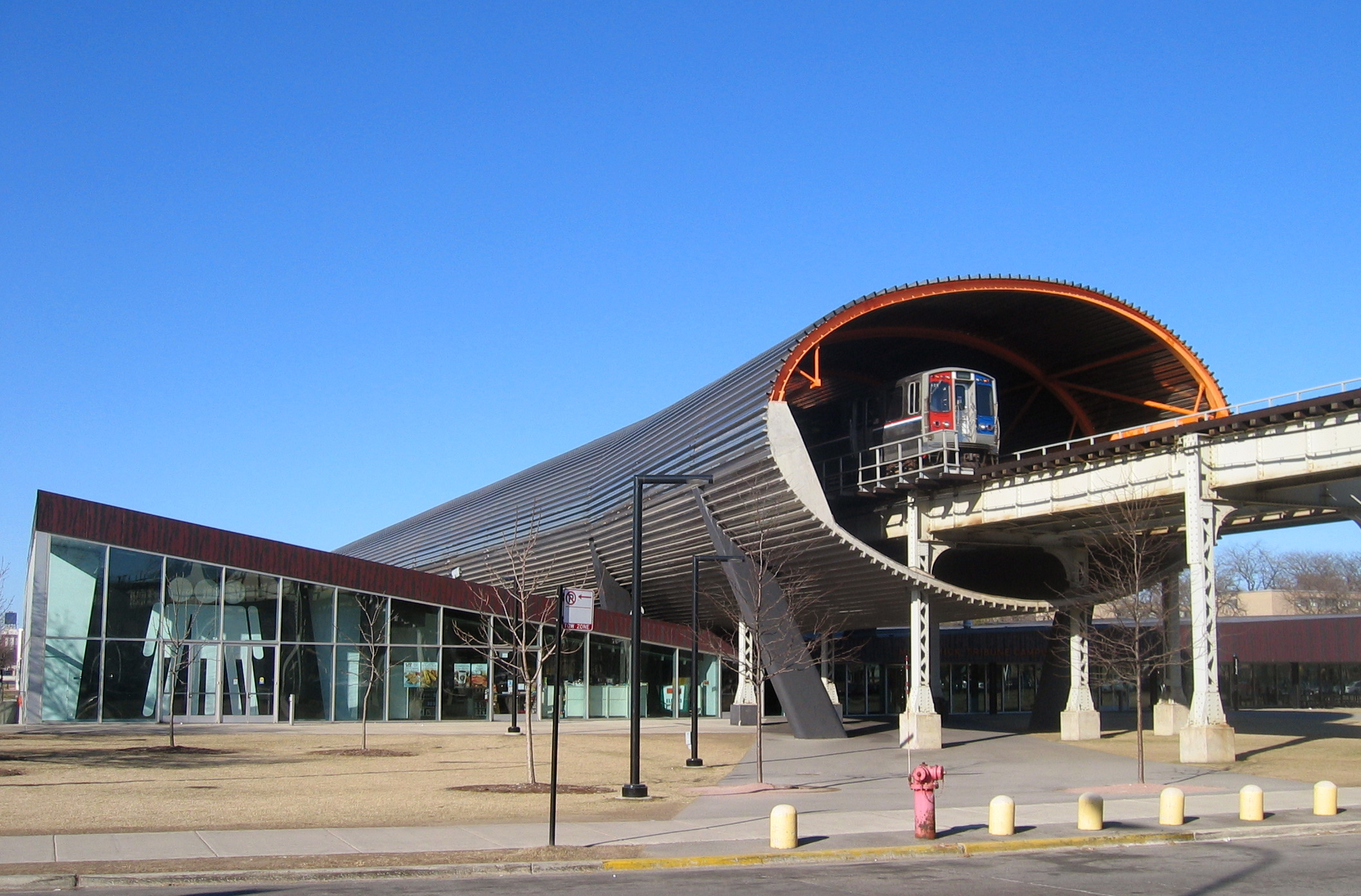
McCormick Tribune (Chicago, Estados Unidos)

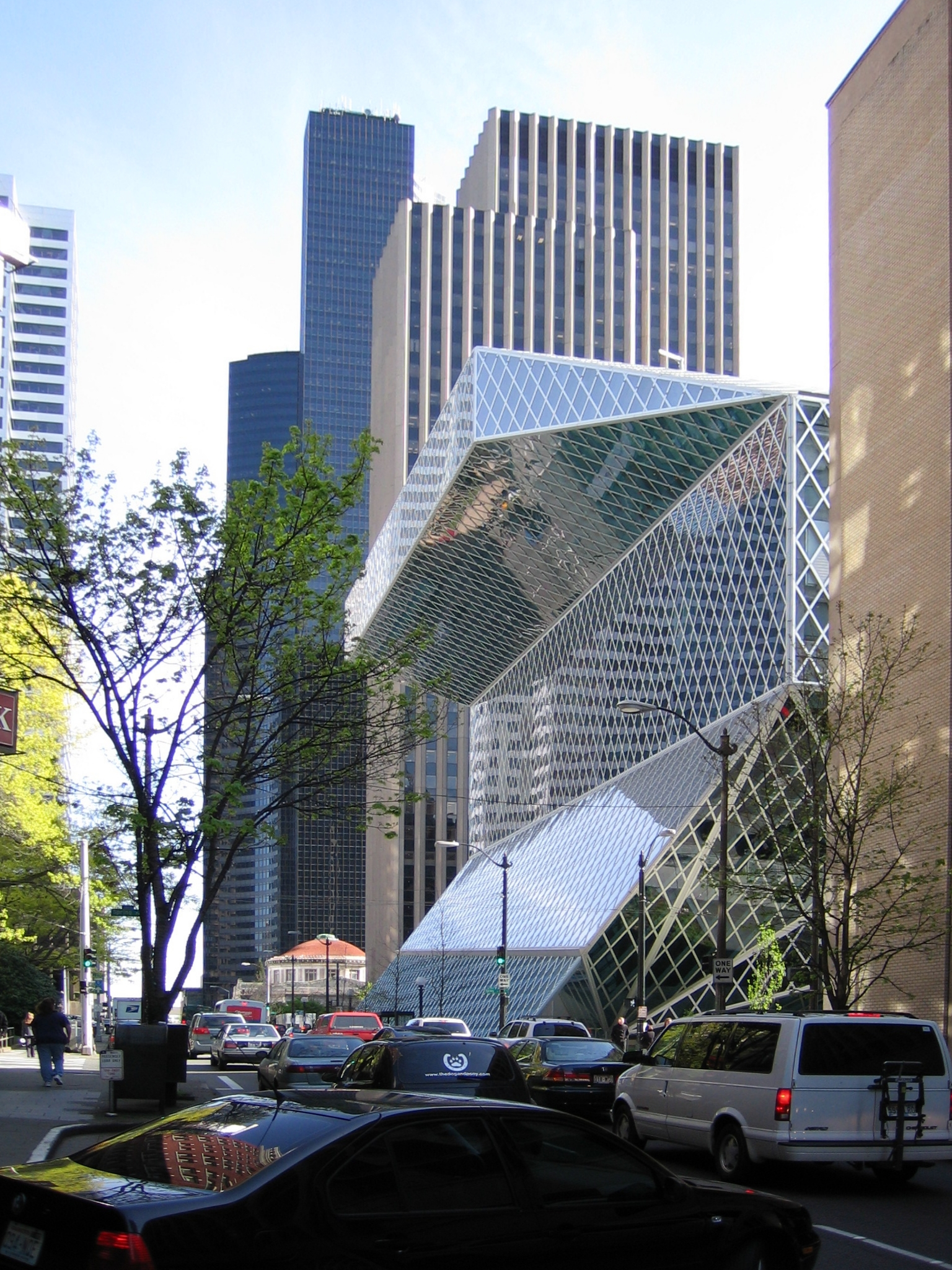
Biblioteca Central de Seattle (Seattle, Estados Unidos)

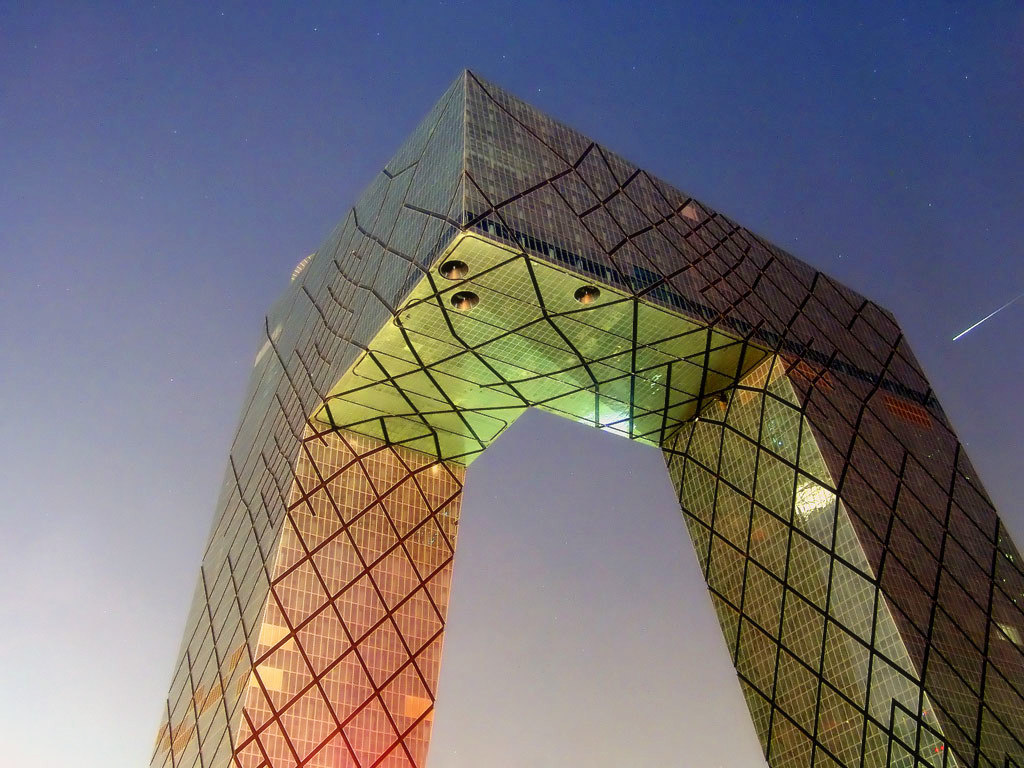
Sede de la Televisión Central de China (Pekín)

Koolhaas es un arquitecto que proyecta edificios de clara consistencia física, en los que la masa adquiere un carácter predominante.
En 2000 Koolhaas recibió el premio Pritzker, el galardón internacional más importante de arquitectura.
Actualmente el estudio OMA emplea a 100 arquitectos y diseñadores, que trabajan en numerosos proyectos en todo el mundo. El más importante que se ha desarrollado recientemente es la nueva sede de la televisión china junto a un centro cultural, que suman en total 550.000 metros cuadrados, y que se ha construido coincidiendo con los Juegos Olímpicos de Pekín 2008.
Koolhaas es también un teórico de la arquitectura y ha publicado varios libros. Entre los más importantes se encuentran: "S, M, L, XL", "Mutaciones", "Content" y "Delirious New York: A Retroactive Manifesto for Manhattan".
En ellos se pueden observar dos de las grandes referencias de Koolhaas, Le Corbusier y Mies van der Rohe. Koolhaas utiliza la metodología paranoico-crítica desarrollada por Salvador Dalí para reflexionar sobre estos dos grandes maestros de la arquitectura del siglo XX y considerar la posición de ellos para justificar su propio devenir del pensamiento arquitectónico contemporáneo. Estas reflexiones alimentaron importantes ejemplos de la obra construida de OMA.
Koolhaas reflexiona en torno a la tipología de torre, introduce al rascacielos neoyorquino como la alegoría del “automonumento”: una construcción en esencia destinada a reafirmar su sola presencia y que se distingue del resto por medio de su estatura, que la monumentaliza. La torre de Babel está vinculada ineludiblemente al pensamiento crítico de Rem Koolhaas. En el texto S,M,L,XL construye un discurso en torno a la destrucción de la torre bíblica y la construcción de la nueva Babel "koolhaasiana" que inicia su recorrido con el rascacielos para acabar reclamando un nuevo estado de monumentalidad.
Otra de las facetas de Koolhaas y de las que quizás sea más importante es su labor como urbanista, entre los que predomina su especial predilección por el uso de la congestión en sus obras, como en los proyectos para Lille o para Melun Senart, y su gusto hoy día por las ciudades asiáticas.
Ha impartido clases en varias escuelas y universidades. Desde 2000 es profesor invitado en la Universidad Harvard, probablemente sea en estos momentos el arquitecto más influyente y contundente del panorama internacional.

## Obras representativas
- Centro Euralille (Lille, Francia)
- 1988 - Teatro de la Danza de Países Bajos (La Haya, Países Bajos) (puede verse en la Wikipedia en inglés en: Netherlands Dance Theater)
- 1991 - Villa Dall'Ava (Saint-Cloud, París)[7] (puede verse en: Villa dall'Ava (enlace roto disponible en Internet Archive; véase el historial, la primera versión y la última).)
- 1991 - Viviendas Nexus (Fukuoka, Japón)
- 1993 - Museo de Arte Kunsthal (Róterdam)
- 1993-97 - Edificio multifuncional Educatorium, Universidad de Utrecht (Utrecht, Países Bajos)
- 1997-2003 - McCormick Tribune Campus Center (IIT , Chicago, Estados Unidos) (puede verse en la Wikipedia en inglés en: McCormick Tribune Campus Center)
- 1998 - Casa unifamiliar en Burdeos (Burdeos, Francia) (puede verse en: Maison à Bordeaux)
- 1999 - Second Stage Theatre (Nueva York)
- 2001-02 - Museo Guggenheim de Las Vegas (Las Vegas, EE. UU.)
- 2001-05 - Casa da Música (Oporto, Portugal)
- 2004–09 - Sede de la Televisión Central de China (Pekín, China) (Edificio CCTV)
- 2003 - Embajada de los Países Bajos en Berlín (Berlín, Alemania) (puede verse en la Wikipedia en inglés en:  Netherlands Embassy Berlin)
- 2003-05 - Museo de Arte de la Universidad Nacional de Seúl (Seoul) (puede verse en la Wikipedia en inglés en: Seoul National University Museum of Art)
- 2004-09 - Teatro Dee y Charles Wyly (Dallas, Texas) (puede verse en la Wikipedia en inglés en: Dee and Charles Wyly Theatre)
- 2004 - Biblioteca Central de Seattle (Seattle)
- 2006 - Pabellón de la Serpentine Gallery (Londres)
- 2006 - Shenzhen Stock Exchange (Shenzhen, China)
- 2006-09 - Milstein Hall, (Cornell) ()
- 2007 - Proyecto Torre Bicentenario (México, D.F). Cancelado[8]
- Centro de Congresos de Córdoba (Palacio del Sur) (Córdoba, España). Cancelado
- 2008–10 - Edificio del 23 East 22nd Street (Nueva York)[9]
- 2008–10 - Bryghusprojektet, (Copenhague)[10]
- 2009 - Riga Port City (Riga)
- 2009-13 - De Róterdam, (Róterdam)[11]
- 2010 - New Court, St. Swithin's Lane (Londres)
- Diseño de las tiendas de Prada para todo el mundo (Nueva York: 2003, Los Ángeles: 2004)
- 2014 - Garage Museum of Contemporary Art, (Moscú)
- 2018 - Biblioteca Nacional de Catar

## Premios
- 2000: Premio Pritzker
- 2003: Praemium Imperiale[12][13]
- 2004: Medalla de Oro del RIBA
- 2005: Premio de Arquitectura Contemporánea Mies van der Rohe
- 2007: Doctor honoris causa por la Universidad Católica de Lovaina, Bélgica.